# Emoia arnoensis
Espèce
Statut de conservation UICN

 LC  : Préoccupation mineure
Emoia arnoensis est une espèce de sauriens de la famille des Scincidae.

## Répartition
Cette espèce se rencontre à Nauru, dans les îles Marshall et dans les îles Carolines.

## Liste des sous-espèces
Selon The Reptile Database (18 décembre 2013) :
- Emoia arnoensis arnoensis Brown & Marshall, 1953
- Emoia arnoensis nauru Brown, 1991

## Étymologie
Son nom d'espèce, composé de arno et du suffixe latin -ensis, « qui vit dans, qui habite », lui a été donné en référence au lieu de sa découverte : l'atoll d'Arno. La sous-espèce Emoia arnoensis nauru est nommée en référence au lieu de sa découverte, Nauru.

## Publications originales
- Brown, 1991  : Lizards of the genus Emoia (Scincidae) with observations on their evolution and biogeography.  Memoirs Of The California Academy Of Sciences, vol. 15, p. 1-94 (texte intégral).
- Brown & Marshall, 1953 : New scincoid lizards from the Marshall Islands, with notes on their distribution. Copeia, vol. 1953, no 4, p. 201-207.